# Plectranthias yamakawai
Plectranthias yamakawai là một loài cá biển thuộc chi Plectranthias trong họ Cá mú. Loài này được mô tả lần đầu tiên vào năm 1972.

## Phân bố và môi trường sống
P. yamakawai có phạm vi phân bố rải rác ở vùng biển Tây Thái Bình Dương. Loài này được tìm thấy tại ngoài khơi đảo Izu Ōshima và quần đảo Ryukyu của Nhật Bản; phía nam đảo Đài Loan; Samoa thuộc Mỹ; đảo Giáng Sinh. Độ sâu được tìm thấy trong khoảng 200 m. Loài này sống xung quanh các rạn san hô ở vùng biển sâu, nơi có nhiều đá sỏi.

## Mô tả
Mẫu vật có chiều dài cơ thể lớn nhất ở P. yamakawai được ghi nhận với kích thước 20 cm. Màu sắc khi mẫu vật còn tươi: thân trên có màu vàng đỏ và màu trắng ở phía dưới; có nhiều vệt đốm màu xanh lục đậm viền vàng, rải rác ở nửa thân trên. Các đốm đỏ tương tự nhưng nhỏ hơn và sáng màu hơn xuất hiện trên các gai vây lưng, gốc vây lưng mềm và vây đuôi. Có một đốm đỏ, tròn, được viền với màu trắng ở bên dưới đường bên. Các vây màu vàng đỏ, ngoại trừ vây ngực màu đỏ nhạt và vây bụng màu trắng. Vây bụng ngắn, không vươn tới được hậu môn. Vây đuôi có khía rãnh.
Số gai ở vây lưng: 10 (gai thứ 4 hoặc 5 dài nhất); Số tia vây mềm ở vây lưng: 16 - 18; Số gai ở vây hậu môn: 3; Số tia vây mềm ở vây hậu môn: 7; Số tia vây mềm ở vây ngực: 13; Số tia vây mềm ở vây đuôi: 15; Số vảy đường bên: 31 - 33.